# 守望時光
〈守望時光〉（英語："The Faith Moment"）是一首由香港男子組合C AllStar主唱的粵語流行曲，於2014年推出。

## 背景
〈守望時光〉同為香港心理衛生會60周年主題曲。官方MV於2014年6月27日在YouTube平台首發，歌曲內容以描述香港情緒病人士面對人生高低跌盪的心路歷程，及反映出情緒病或憂鬱症群眾面對無助受困的處境，及能從黑暗走出光明的心底渴望。

## 網上回應
2014年6月22日，《明報》報導了有關〈守望時光〉MV拍攝及當中的社會意義。。同年5月30日，《成報》也有相關報導了C AllStar對情緒病的看法及正視。
2014年9月，正值香港社會雨傘運動發生，〈守望時光〉曾被一些群眾於網上發表歌唱cover及加上雨傘運動標誌圖片、社交平台Hashtag等以隱喻方式憑歌寄意。
2015年1月，由Cmusic Chart網站的Cool Music Forum選出的2014非共和榜頒獎禮－非派台歌曲推介獲得第二位。
年度最佳非派台歌曲大獎: 時代廣場 -許志安
第二位: 守望時光- C AllStar
第三位: 靈魂相認 -張敬軒
第四位: 雞蛋與羔羊 - 謝安琪
第五位: Do what you want -張敬軒
2016年6月10日，《圍港噏Day》一篇C AllStar的賞析文章中，提及了其中一些心水歌曲包括〈守望時光〉。
2017年，內地的QQ音樂網一篇分析港樂發展的文章中，也有提及C AllStar的〈守望時光〉一曲說明「进入新生代时期的港樂」擁有紀錄一個城市、一個時代的功能，港樂未死。

## 曲目
1. 〈守望時光〉
  - 作曲：Raymond沐生
  - 作詞：王仲傑／Raymond沐生
  - 編曲：黃安弘
  - 監製：簡

## 音樂錄影帶
| 歌名     | 歌手      | 唱片公司 | 首播頻道                          | 首播日期      | 附註                                                 |
| 守望時光 | C AllStar | 寰亞唱片 | Mosen Music Creations YouTube頻道 | 2014年6月27日 | 守望時光 Official Music Video （页面存档备份，存于） |

### 官方Music Video觀看次數
| 截至     | 03/08/2024 |
| 觀看次數 | 186,889    |
| -------- | ---------- |

## 資料來源
1. ↑  C AllStar官方Facebook專頁16-5-2014
2. ↑  .   [2018-07-26]. （原始内容存档于2018-04-10）.
3. ↑  香港心理衛生會60周年誌慶 C AllStar演唱主題曲, 明報, 2014年6月22日
4. ↑  C AllStar錄歌安慰人心, 成報，2014年5月30日
5. ↑  雨傘革命之歌- 守望時光CALLSTAR ( cover )
6. ↑  Hit Music Chart Award Ceremony 2014  （页面存档备份，存于）, 2015年1月
7. ↑  
C AllStar-簡單的A Cappella最動人 （页面存档备份，存于）, 圍港噏Day, 2016年6月10日
8. ↑  .   [2018-07-30]. （原始内容存档于2018-07-30）.
9. ↑  （页面存档备份，存于） 守望時光 Official Music Video] Youtube